# Bartosz Bereszyński
Bartosz Bereszyński (Poznań, 17 de julio de 1992) es un futbolista internacional polaco que juega de defensa en la U. C. Sampdoria de la Serie B.

## Trayectoria
Nacido en Poznań, jugaba en las categorías inferiores del TPS Winogrady Poznań, del Poznaniak Poznań, del Warta Poznań y del Lech Poznań. En 2008 jugó por primera vez como titular junto al Lech. En 2011 fue cedido al Warta, disputando 21 partidos con el conjunto polaco que por aquel entonces se encontraba en la I Liga, la segunda división del país.
Fue fichado por el Legia de Varsovia en la temporada 2012, y al año siguiente debutó por segunda vez (la primera fue junto al Lech Poznań en las rondas clasificatorias) en la Liga Europa de la UEFA. En 2014, Bereszyński fue expulsado en la última ronda de la fase de la Liga de Campeones de la UEFA, siendo suspendido por los próximos tres partidos europeos.
Aun así, como el Legia no pudo incluirlo en su registro de convocados para los partidos de la segunda ronda, no había terminado su suspensión cuando entró como un sustituto en el minuto 86 en el partido de vuelta contra el Celtic de Glasgow en la tercera ronda. Legia ganó el partido por 2-0 y 6-1 en el resultado global. Sin embargo, la UEFA establece el resultado a una victoria por 3-0 para el Celtic por la entrada de Bereszyński al terreno de juego. Este resultado hizo que el Legia quedara fuera de la competición y el Celtic tuviera derecho a pasar a la siguiente ronda, cayendo ante el NK Maribor. En enero de 2017, tras numerosas especulaciones, se hizo oficial su traspaso a la Sampdoria italiana.
En enero de 2023 fue cedido con opción de compra al Napoli, donde jugó tres partidos de liga y uno de Copa Italia, formando así parte del equipo que se consagró campeón del Scudetto 2022-23. A finales de la temporada, el Napoli no ejerció la opción de compra y el defensa polaco volvió a la Sampdoria, que lo cedió al Empoli.

## Selección nacional

### Participaciones en Copas del Mundo
| Mundial                        | Sede  | Resultado        | Partidos | Goles |
| ------------------------------ | ----- | ---------------- | -------- | ----- |
| Copa Mundial de Fútbol de 2018 | Rusia | Primera fase     | 3        | 0     |
| Copa Mundial de Fútbol de 2022 | Catar | Octavos de final | 4        | 0     |

### Participaciones en Eurocopas
| Copa          | Sede     | Resultado    | Partidos | Goles |
| ------------- | -------- | ------------ | -------- | ----- |
| Eurocopa 2020 | Europa   | Primera fase | 3        | 0     |
| Eurocopa 2024 | Alemania | Primera fase | 1        | 0     |

## Palmarés

### Títulos nacionales
| Título          | Club            | País    | Año     |
| --------------- | --------------- | ------- | ------- |
| Ekstraklasa     | Lech Poznań     | Polonia | 2009-10 |
| Ekstraklasa     | Legia Varsovia  | Polonia | 2012-13 |
| Ekstraklasa     | Legia Varsovia  | Polonia | 2013-14 |
| Copa de Polonia | Legia Varsovia  | Polonia | 2014-15 |
| Copa de Polonia | Legia Varsovia  | Polonia | 2015-16 |
| Ekstraklasa     | Legia Varsovia  | Polonia | 2015-16 |
| Serie A         | S. S. C. Napoli | Italia  | 2022-23 |